# Premio Princesa de Asturias de Cooperación Internacional
Los Premios Princesa de Asturias de Cooperación Internacional (hasta 2014 recibían el nombre de Premios Príncipe de Asturias de Cooperación Internacional) se conceden desde 1981 (la entonces Fundación Príncipe de Asturias cambió su nombre por el de Fundación Princesa de Asturias) a la persona, personas o institución cuya labor haya contribuido de forma ejemplar y relevante al mutuo conocimiento, al progreso o a la fraternidad entre los pueblos.

## Lista de galardonados
| Año  | Premiado | Actividad | Nacionalidad                                                               | Ref.        |
| ---- | --- | --- | -------------------------------------------------------------------------- | ----------- |
| 1981 | José López Portillo | Presidente de México (1976-1982); abogado y político | México                                                                     |             |
| 1982 | Enrique V. Iglesias | Economista y político | España · Uruguay                                                           |             |
| 1983 | Belisario Betancur | Presidente de Colombia (1982-1986); abogado, político y literato | Colombia                                                                   |             |
| 1984 | Grupo Contadora | Instancia multilateral para promover la paz en Centroamérica | Colombia · México · Panamá · Venezuela                                     |             |
| 1985 | Raúl Alfonsín | Presidente de Argentina (1983-1989); abogado, político y activista de los derechos humanos | Argentina                                                                  |             |
| 1986 | Universidad de Salamanca Universidad de Coímbra | Universidades | España · Portugal                                                          |             |
| 1987 | Javier Pérez de Cuéllar | Abogado, diplomático y secretario general de las Naciones Unidas | Perú                                                                       |             |
| 1988 | Óscar Arias Sánchez | Político y politólogo | Costa Rica                                                                 |             |
| 1989 | Jacques Delors Mijaíl Gorbachov | Activista y político Abogado y político | Francia Unión Soviética                                                    |             |
| 1990 | Hans-Dietrich Genscher | Político | Alemania                                                                   |             |
| 1991 | Alto Comisionado de las Naciones Unidas para los Refugiados (Acnur)                                                                                                | Organismo de las Naciones Unidas para la protección del refugiado | Naciones Unidas                                                            |             |
| 1992 | Nelson Mandela Frederik de Klerk | Político Abogado y político | Sudáfrica                                                                  |             |
| 1993 | Fuerza de Protección de las Naciones Unidas (Unprofor) | Misión de Naciones Unidas | Naciones Unidas                                                            |             |
| 1994 | Yasir Arafat Isaac Rabin | Político e ingeniero Militar y político | Palestina Israel                                                           |             |
| 1995 | Mário Soares | Político | Portugal                                                                   |             |
| 1996 | Helmut Kohl | Político | Alemania                                                                   |             |
| 1997 | Gobierno de Guatemala Unidad Revolucionaria Nacional Guatemalteca                                                                                                  | Gobierno Guerrilla | Guatemala                                                                  |             |
| 1998 | Fatiha Boudiaf Rigoberta Menchú Fatana Ishaq Gailani Somaly Mam Emma Bonino Graça Machel Olayinka Koso-Thomas                                                      | Defensora de los derechos de la mujer y pacifista Activista y política Activista en favor de los derechos humanos Activista en favor de los derechos humanos Política y activista social en favor de los niños Médica y activista social                        | Argelia · Guatemala · Afganistán · Camboya · Italia · Mozambique · Nigeria |             |
| 1999 | Pedro Duque John Glenn Chiaki Mukai Valeri Poliakov | Ingeniero aeronáutico y astronauta Astronauta, piloto militar y político Médica y astronauta Médico y cosmonauta | España · Estados Unidos · Japón · Rusia                                    |             |
| 2000 | Fernando Henrique Cardoso | Sociólogo y político | Brasil                                                                     |             |
| 2001 | Estación Espacial Internacional | Estación espacial | Estados Unidos · Rusia · Japón · Canadá · Unión Europea                    |             |
| 2002 | Comité Científico para la Investigación en la Antártida | Comité del Consejo Internacional para la Ciencia | Antártida                                                                  |             |
| 2003 | Luiz Inácio Lula da Silva | Sindicalista y político | Brasil                                                                     |             |
| 2004 | Programa Erasmus de la Unión Europea | Programa de movilidad de estudiantes universitarios europeos | Unión Europea                                                              |             |
| 2005 | Simone Veil | Abogada y política | Francia                                                                    |             |
| 2006 | Fundación Bill y Melinda Gates | Fundación filantrópica | Estados Unidos                                                             |             |
| 2007 | Al Gore | Político y ecologista | Estados Unidos                                                             |             |
| 2008 | Ifakara Health Research and Development Centre The Malaria Research and Training Center Kintampo Health Research Centre Centro de Investigação em Saúde de Manhiça | Organizaciones que luchan contra la malaria en África | Tanzania Mali Ghana Mozambique                                             | [ 1 ]       |
| 2009 | Organización Mundial de la Salud | Organismo de la Naciones Unidas para velar por la salud mundial | Naciones Unidas                                                            |             |
| 2010 | Organización Nacional de Trasplantes (ONT) The Transplantation Society (TTS)                                                                                       | Organizaciones de trasplantes de órganos | España · Canadá                                                            | [ 2 ] [ 3 ] |
| 2011 | Bill Drayton | Fundador y presidente de Ashoka | Estados Unidos                                                             |             |
| 2012 | Cruz Roja | Movimiento humanitario mundial | Suiza                                                                      | [ 4 ] [ 5 ] |
| 2013 | Sociedad Max Planck | Organización de investigación científica | Alemania                                                                   |             |
| 2014 | Programa Fulbright | Programa de intercambios educativos | Estados Unidos                                                             |             |
| 2015 | Wikipedia | Enciclopedia libre, políglota y editada colaborativamente | Estados Unidos                                                             | [ 6 ] [ 7 ] |
| 2016 | Convención de la ONU para el Cambio Climático y el Acuerdo de París                                                                                                | Acuerdo de las Naciones Unidas para la estabilización de la emisión de gases de efecto invernadero | Naciones Unidas                                                            |             |
| 2017 | Sociedad Hispánica de América | Museo y biblioteca de Nueva York centrados en la cultura y las artes de España, Portugal y Latinoamérica | Estados Unidos                                                             |             |
| 2018 | Amref Health Africa | Organización no gubernamental que aporta servicios sanitarios a las comunidades africanas | Kenia                                                                      |             |
| 2019 | Salman Amin Khan Khan Academy | Matemático e ingeniero estadounidense y la plataforma por él creada | Estados Unidos                                                             |             |
| 2020 | Gavi, la Alianza para la Vacunación | Mecanismo de cooperación internacional que reúne actores públicos y privados en apoyo a los sistemas sanitarios nacionales para llevar a cabo programas de vacunación de niños de los países en vías de desarrollo                                              | Naciones Unidas                                                            |             |
| 2021 | Camfed | Organización internacional para la educación de las niñas y el empoderamiento de las mujeres jóvenes | Reino Unido                                                                |             |
| 2022 | Ellen MacArthur | Regatista | Reino Unido                                                                |             |
| 2023 | Iniciativa Medicamentos para Enfermedades Olvidadas | Organización sin ánimo de lucro que se dedica a la investigación y desarrollo (I+D) de medicamentos para enfermedades olvidadas | Suiza                                                                      | [ 8 ]       |
| 2024 | Organización de Estados Iberoamericanos para la Educación, la Ciencia y la Cultura (OEI)                                                                           | Organismo internacional de carácter intergubernamental para la cooperación entre los países iberoamericanos en el campo de la educación, la ciencia, la tecnología y la cultura en el contexto del desarrollo integral, la democracia y la integración regional | España                                                                     |             |

## Galardonados por país
| País            | Número de galardonados |
| --------------- | ---------------------- |
| Estados Unidos  | 9                      |
| Naciones Unidas | 5                      |
| España          | 4                      |
| Alemania        | 3                      |
| Guatemala       | 3                      |
| Brasil          | 2                      |
| Canadá          | 2                      |
| Colombia        | 2                      |
| Francia         | 2                      |
| Japón           | 2                      |
| México          | 2                      |
| Mozambique      | 2                      |
| Portugal        | 2                      |
| Rusia           | 2                      |
| Sudáfrica       | 2                      |
| Unión Europea   | 2                      |
| Afganistán      | 1                      |
| Antártida       | 1                      |
| Argelia         | 1                      |
| Argentina       | 1                      |
| Camboya         | 1                      |
| Costa Rica      | 1                      |
| Ghana           | 1                      |
| Israel          | 1                      |
| Italia          | 2                      |
| Kenia           | 1                      |
| Mali            | 1                      |
| Nigeria         | 1                      |
| Palestina       | 1                      |
| Panamá          | 1                      |
| Perú            | 1                      |
| Reino Unido     | 1                      |
| Suiza           | 1                      |
| Tanzania        | 1                      |
| Unión Soviética | 1                      |
| Uruguay         | 1                      |
| Venezuela       | 1                      |